# ييكاتيرينوفكا (بريمورسكي كراي)
ييكاتيرينوفكا (بالروسية: Екатериновкаv) هي مدينة في مقاطعة بريمورسكي كراي في روسيا. يبلغ عدد سكانها حوالي 3510 نسمة.